# 涅波斯區
6°55′38″S 79°07′43″W / 6.9271°S 79.1285°W
涅波斯區（西班牙語：Distrito de Niepos），是秘魯的一個區，位於該國北部卡哈馬卡大區的聖米格爾省，面積158.9平方公里，海拔高度2,446米，2005年人口4,574，人口密度每平方公里29人。